# Щукин, Юрий Прокопьевич
Юрий Прокопьевич Щукин (11 января 1904, Воронеж — 6 октября 1935, Москва) — русский художник, живописец, театральный художник, оформитель. Член Ассоциации художников революции (1929).

## Биография
Родился 11 января 1904 года в городе Воронеже. Юрий Щукин в детстве увлекался изготовлением театральных кукол из папье-маше. Учился в Воронежской гимназии, в единой трудовой школе, затем в воронежских Свободных художественных мастерских (педагоги: С. М. Романович, Н. Х. Максимов). Занимался в кружке Воронежского отдела народного образования «Юное творчество». Юрий Прокопьевич учился во Вхутемасе-Вхутеине (1922—1930), его педагоги: П. П. Кончаловский, И. М. Рабинович, В. Г. Сахновский. После окончания института жил и работал в Москве, занимался сценографией, участвовал со своей супругой Ариадной Магидсон в оформлении городской наглядной агитации, демонстраций и театрализованных шествий, посвящённых празднованию революционных дат и событий. С 1929 года Юрий Прокопьевич Щукин — участник выставок, член Ассоциации художников революции. Является автором книги «Оформление праздников и будней» (совместно с А. Д. Кузнецовой и его женой — А. С. Магидсон), Юрий Прокопьевич — автор неопримитивистских декоративных пейзажей, натюрмортов и городских сцен. Автор картин: Цирк (1926), «Театральный занавес» (1928), Старая Москва (1932), «Бывшие на толкучке» (1932), «Аттракцион» (1933), «Дирижабль над городом» (1933), «Каток» (1933), «Старый Воронеж» (1933), «Букет» (1934) и других работ.
Скончался Юрий Прокопьевич 6 октября 1935 года, в Москве, похоронен на Новодевичьем кладбище. Картины Ю. П. Щукина находятся в Государственной Третьяковской галерее, Государственном Русском музее, Воронежском областном художественном музее имени И. Н. Крамского, Нукусском музее изобразительных искусств имени И. В. Савицкого и в частных коллекциях.
После смерти художника в 1938 году прошла персональная выставка в выставочном зале Московского областного союза советских художников, было показано более семьдесят картин и графических листов Юрия Прокопьевича Щукина, в 1966 году — вторая посмертная выставка в Центральном доме литераторов (Москва).

## Галерея
Работы русского художника, живописца Юрия Прокопьевича Щукина.

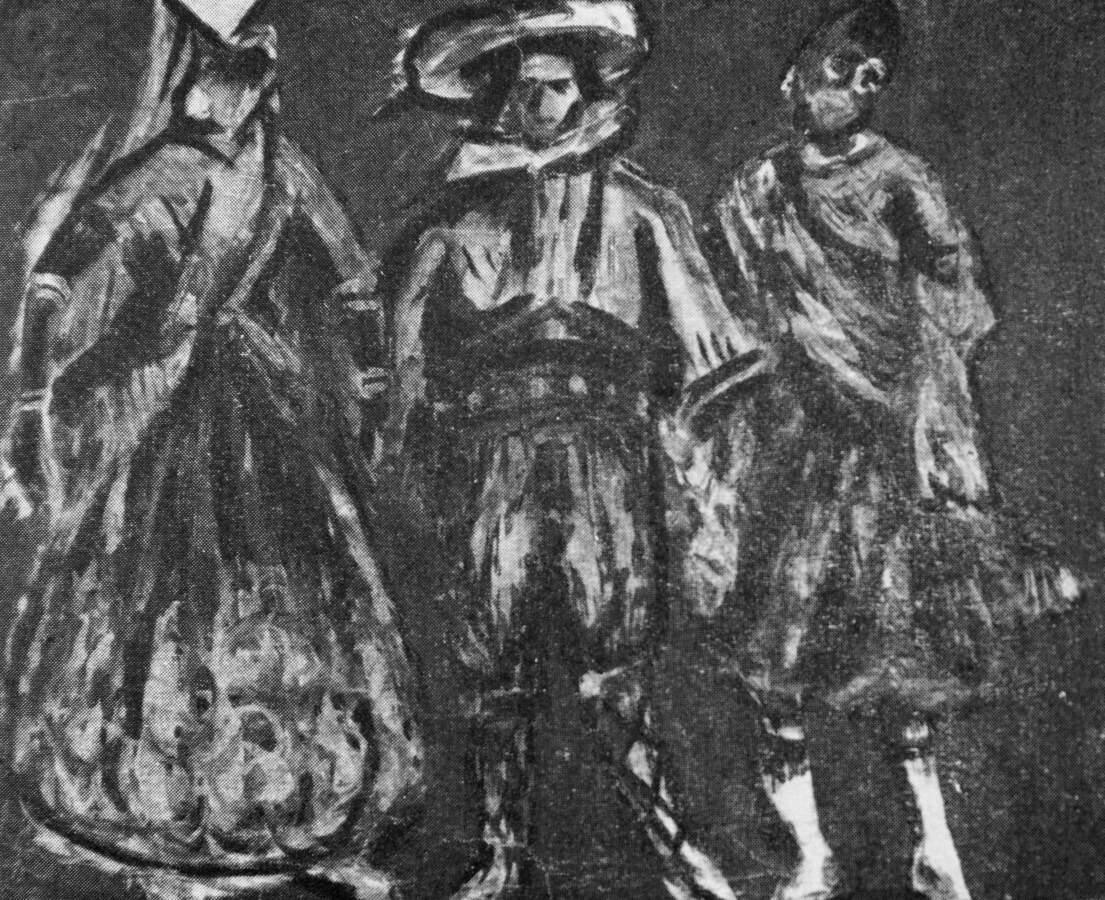
Эскиз костюмов к опере Кармен
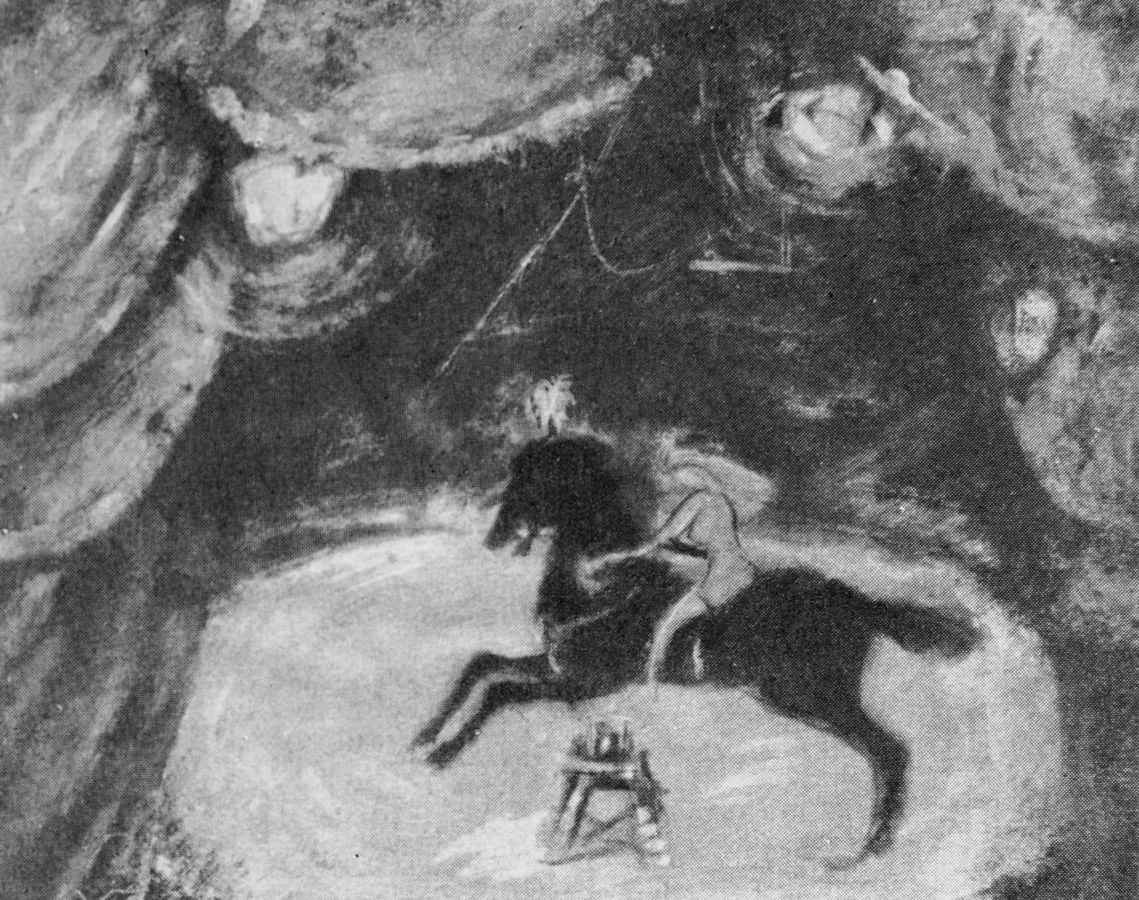
Цирк
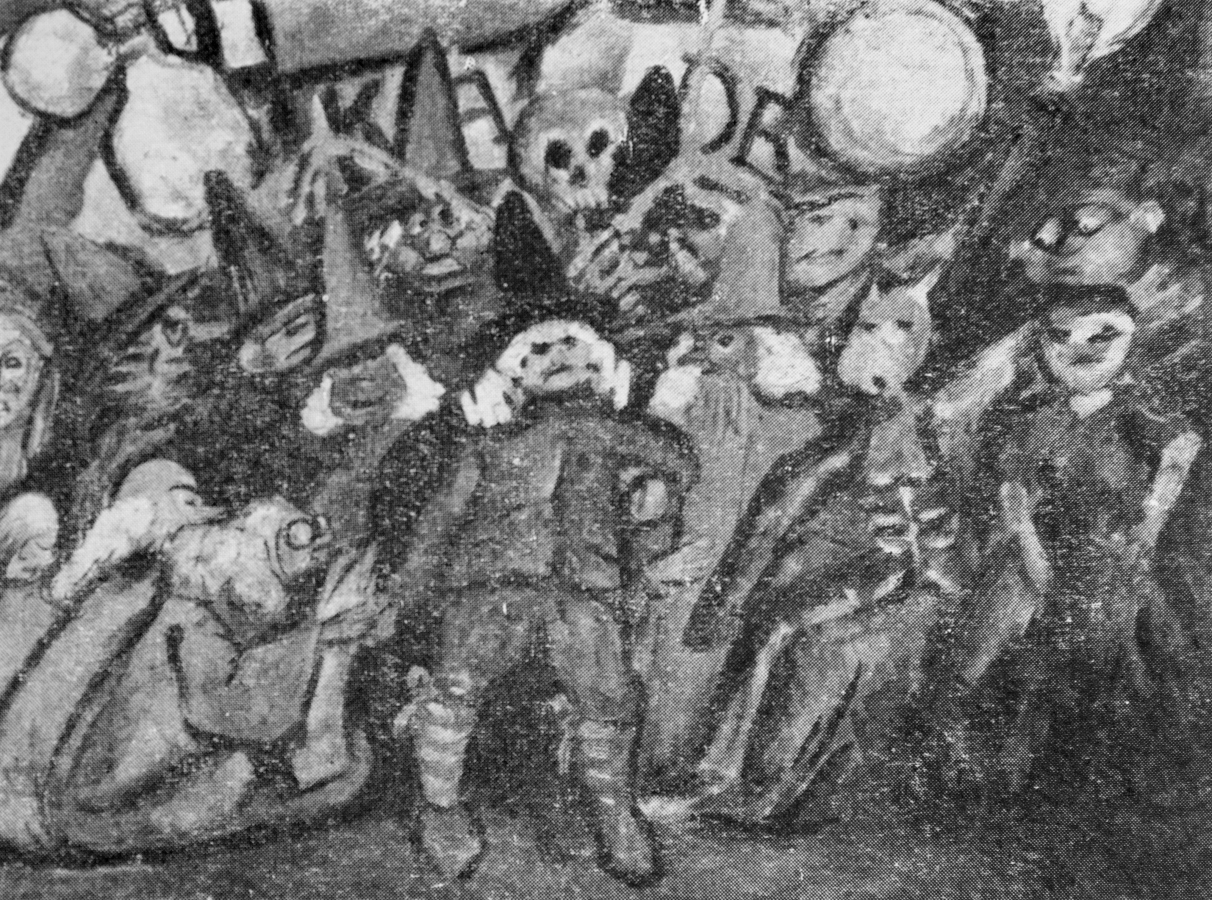
Интермедия Мнимый больной (Ж. Мольер)
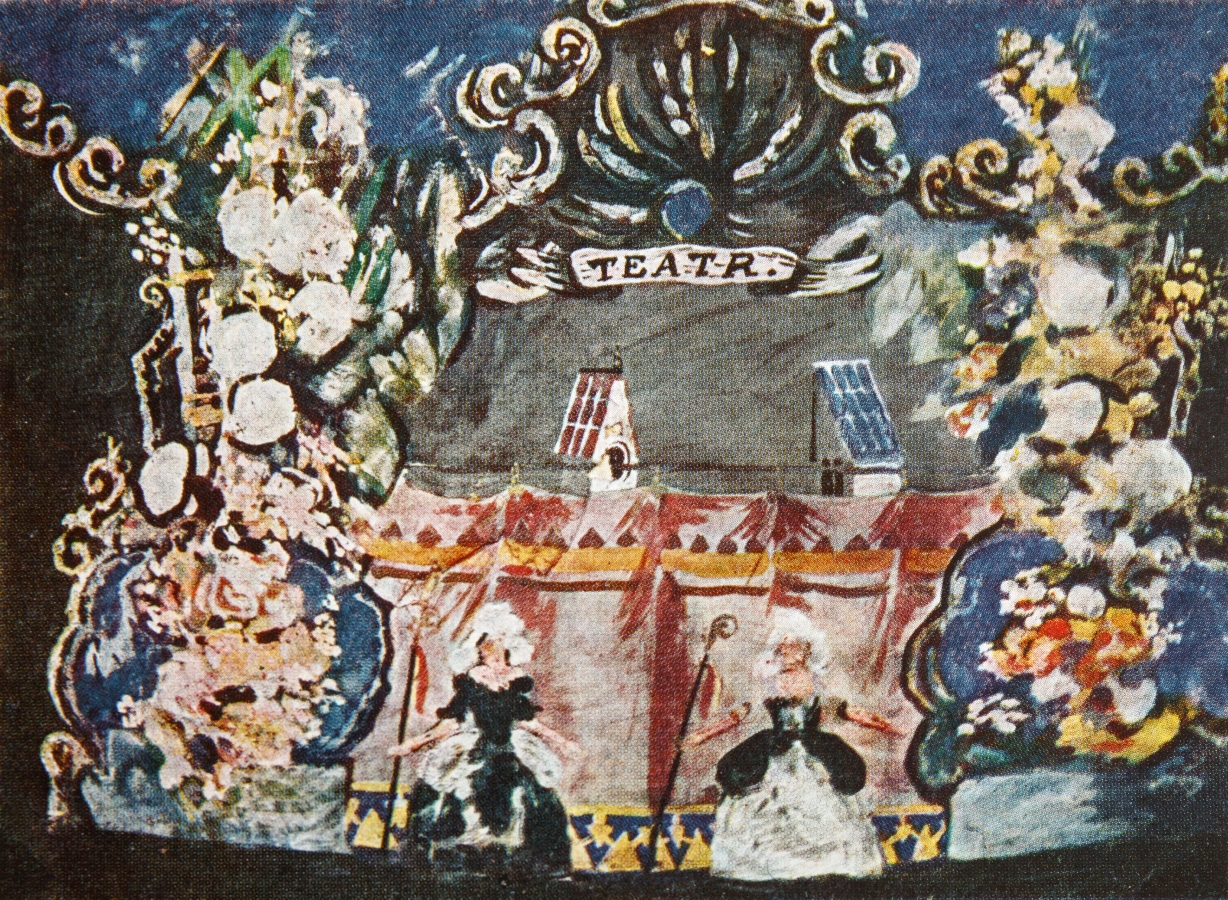
Театральный занавес
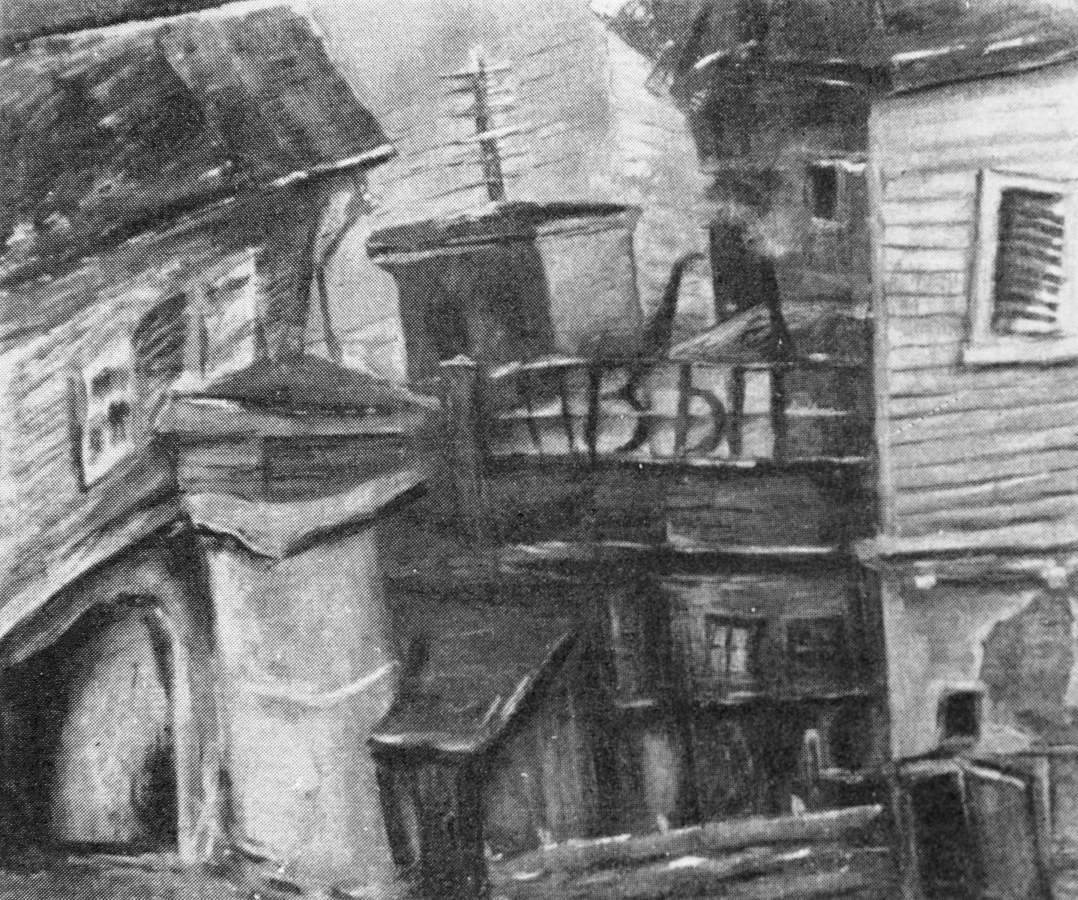
Старая Москва
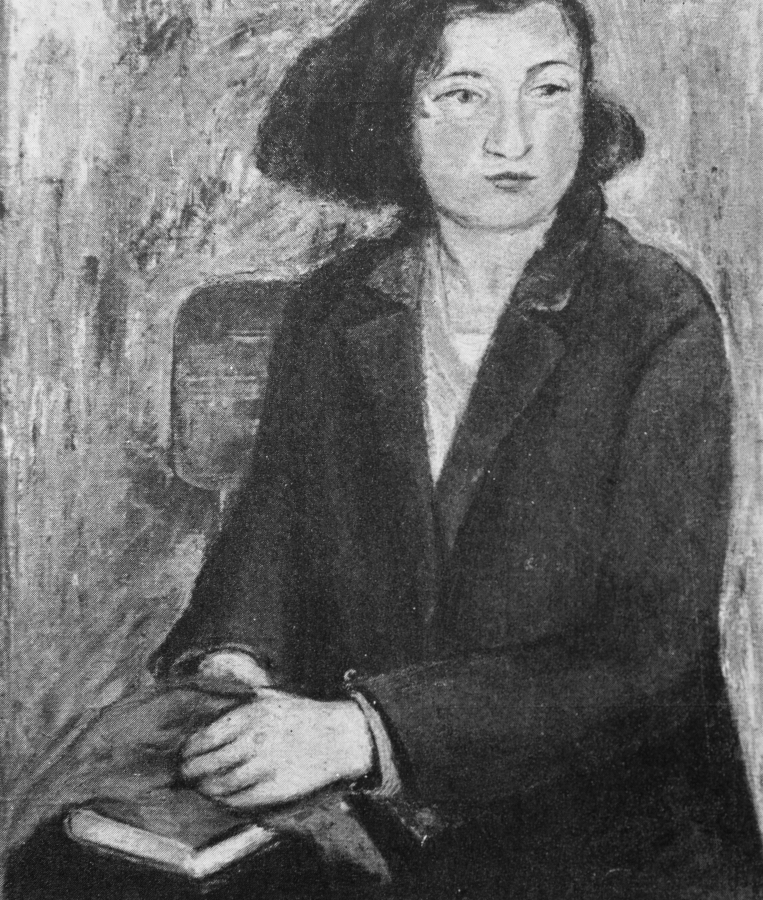
Лиза
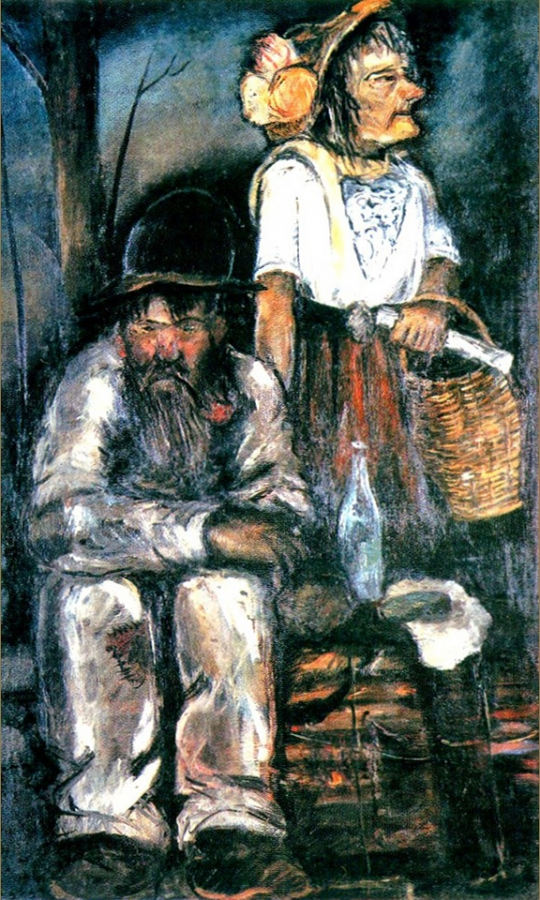
На толкучке (Бывшие)
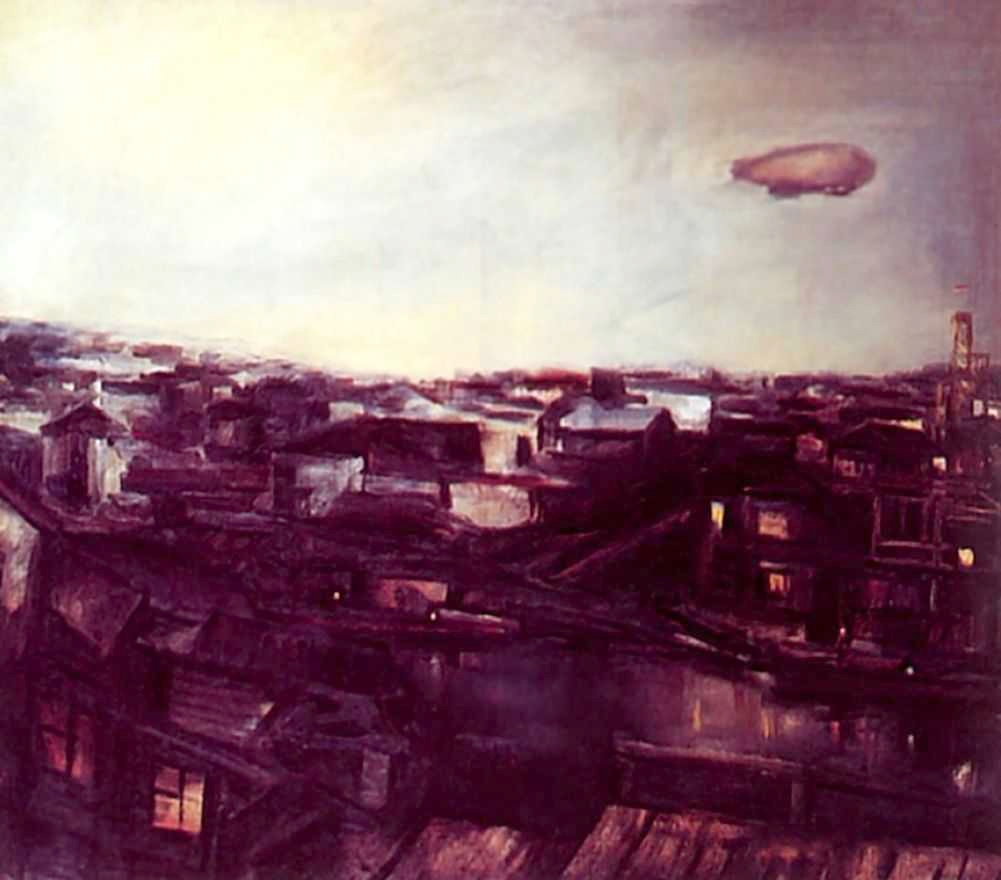
Дирижабль над городом
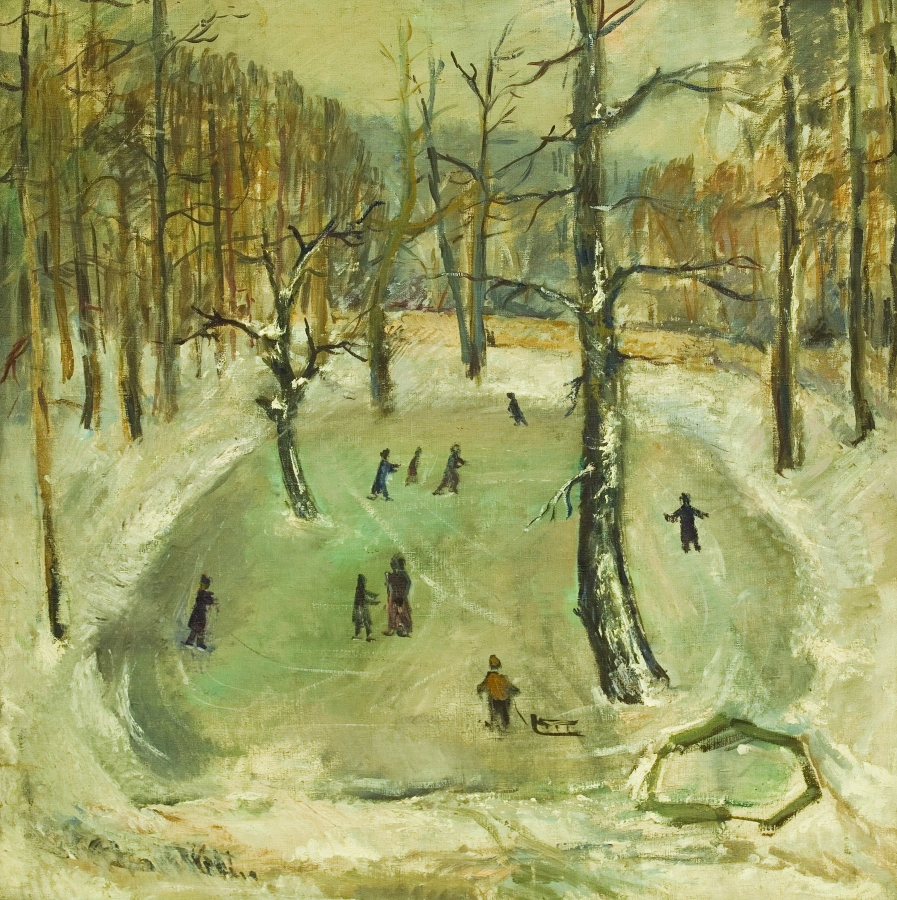
Каток
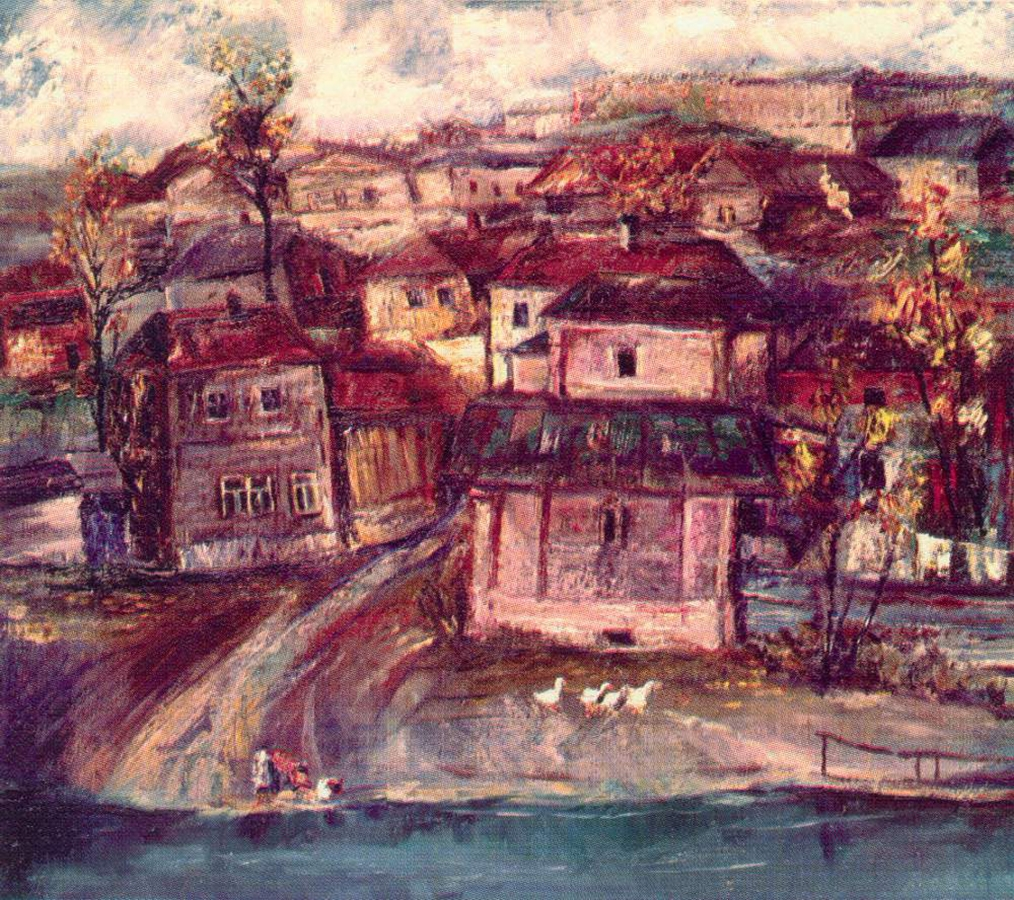
Старый Воронеж
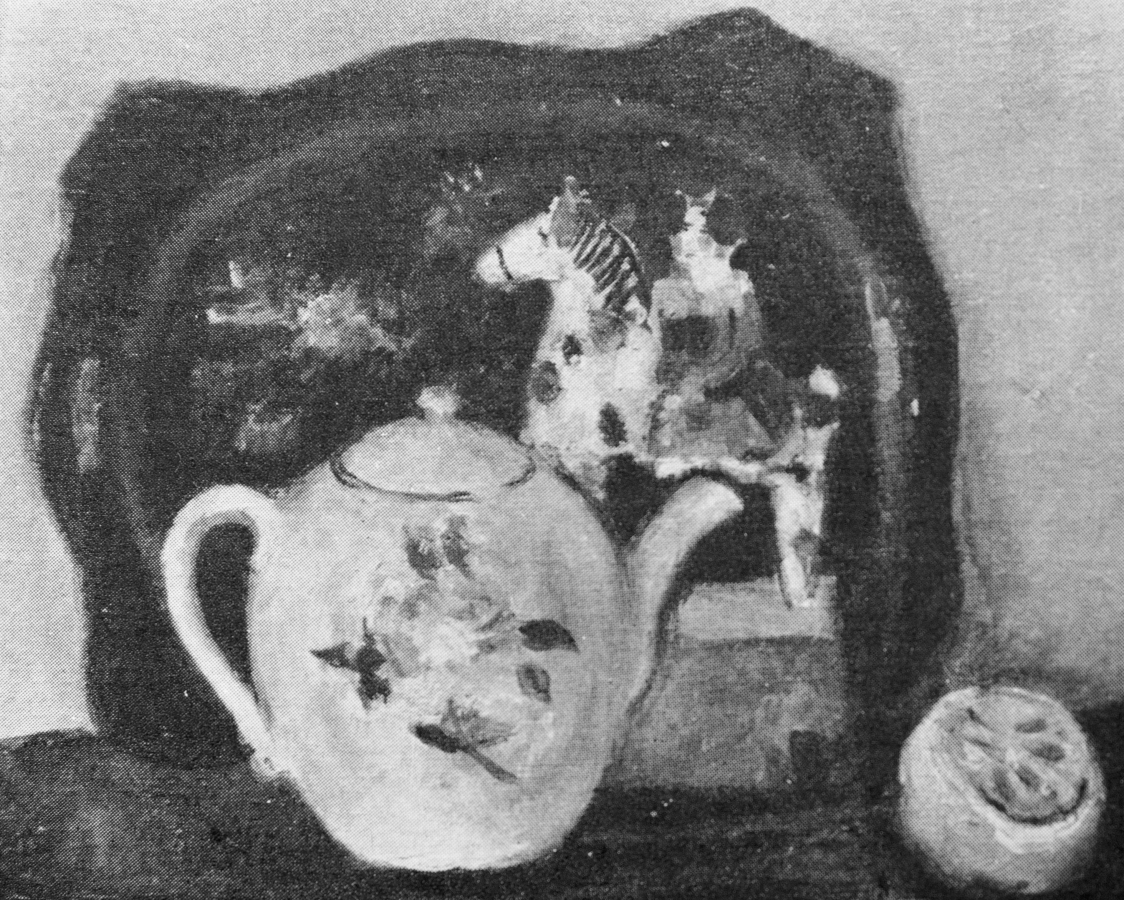
Натюрморт с чайником
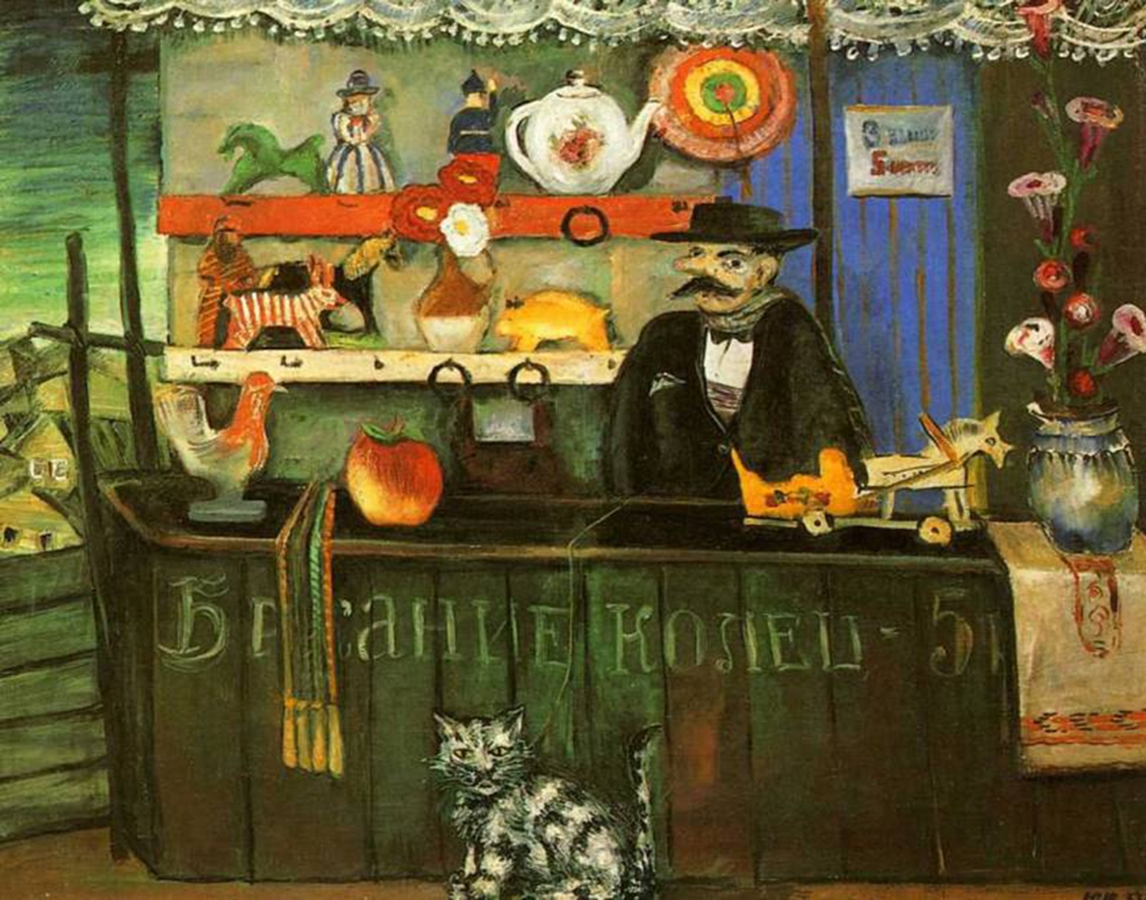
Аттракцион
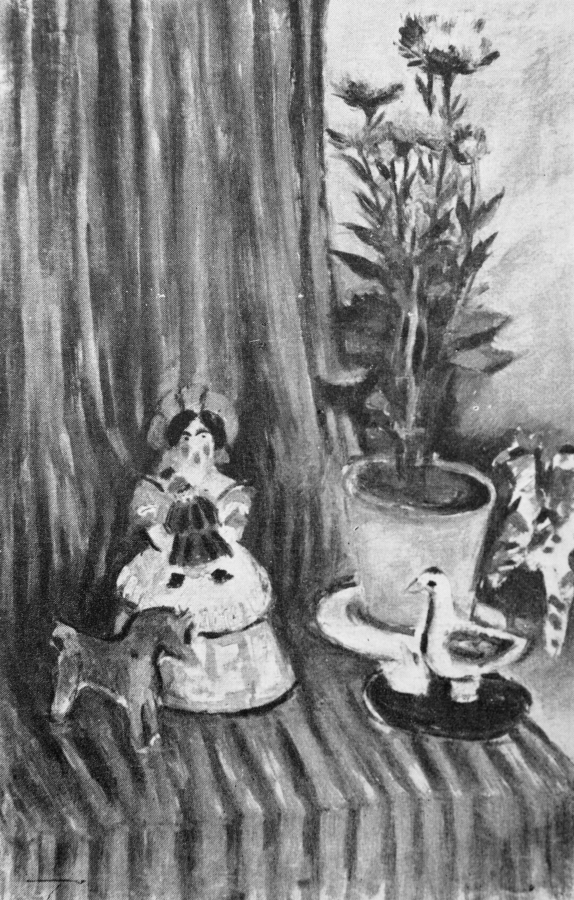
Натюрморт с астрами и игрушками
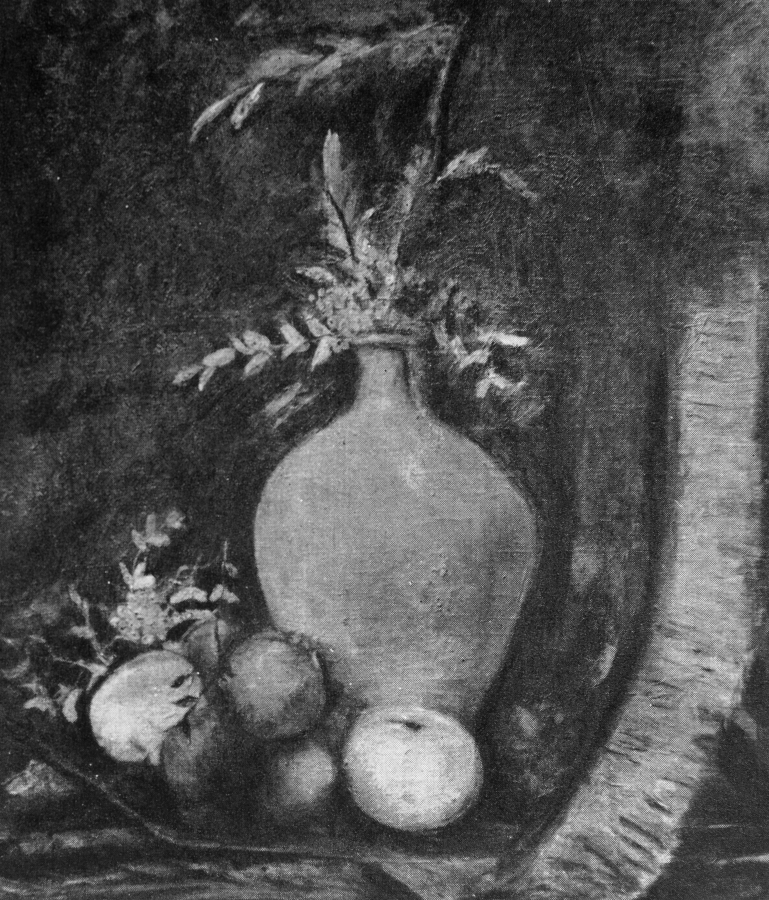
Натюрморт с рябиной и яблоками
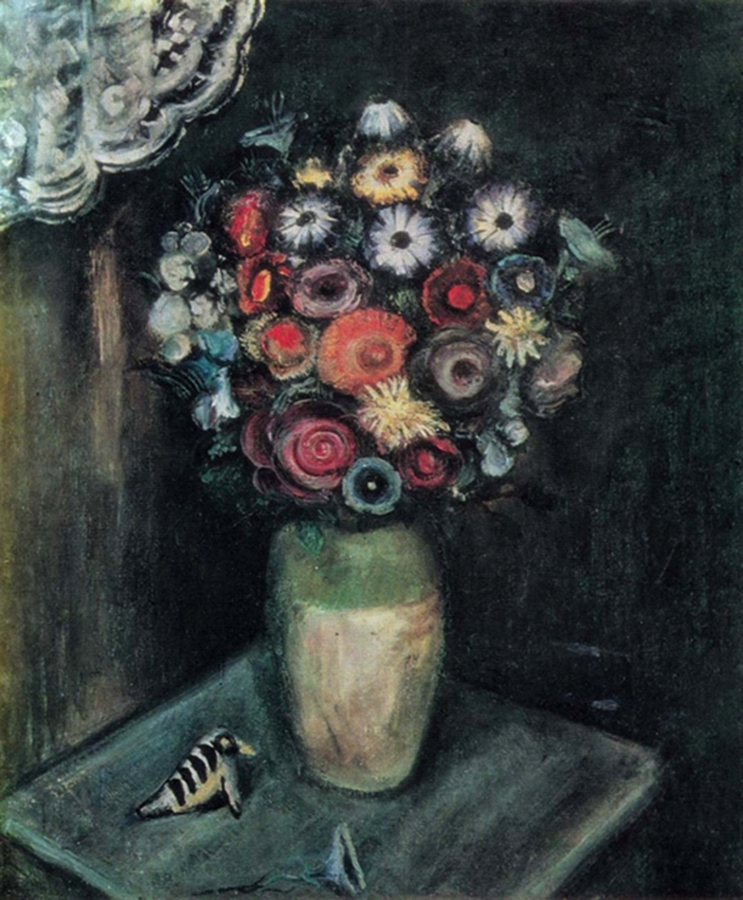
Букет
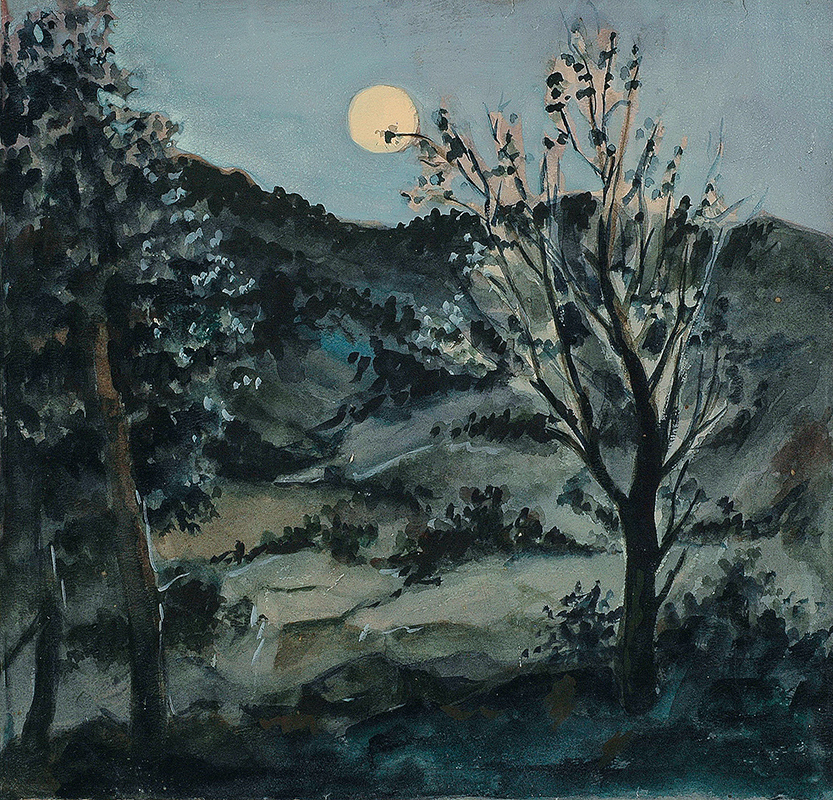
Ночь